# Sindangkarya (Menes)
Sindangkarya is een bestuurslaag in het regentschap Pandeglang van de provincie Banten, Indonesië. Sindangkarya telt 2896 inwoners (volkstelling 2010).